# Contessa Entellina
Contessa Entellina (Kundisa en albanés; Cuntissa en siciliano) es un municipio italiano de 1.981 habitantes de la provincia de Palermo distante 77 km de la capital, 92 de Trapani y 95 de Agrigento.
El país, junto con Piana degli Albanesi y Santa Cristina Gela, es una de las tres comunidades étnicas aún albaneses de Sicilia, donde la antigua lengua albanesa (arbërisht) se habla.

## Historia

Ubicación de la antigua ciudad de Entella, en el territorio de los élimos.

Primitivamente se llamaba Entela y fue una ciudad del interior de Sicilia a la izquierda del río Hypsas (el actual Belici) a medio camino entre las dos costas. Fue una ciudad de los élimos. Estaba situada en la cima de un cerro rodeada de precipicios por tres de los cuatro lados y con un gran altiplano cerca de la cima. 
La leyenda dice que fue fundada por los troyanos, dirigidos por Acestes, que le dio el nombre de su mujer, Entella. Virgilio dice que fue fundada por el héroe epónimo Entello, amigo y camarada de Acestes. 
La primera mención histórica se debe a Diodoro de Sículo que dice que en el 404 a. C. los mercenarios campanos que habían luchado en el ejército cartaginés, fueron admitidos en la ciudad como amigos, pero luego se rebelaron contra sus habitantes y mataron a todos los hombres, y se quedaron con las mujeres; la gobernaron durante bastantes años. Durante las guerras de Dionisio I con los cartagineses, los mercenarios estuvieron junto a estos y aún eran sus aliados en el 396 a. C., cuando no más de cinco ciudades en toda la isla escapaban al dominio de Dionisio de Siracusa, el cual finalmente la conquistó en el 368 a. C.
La ciudad fue gobernada por los campanos, pero ahora enemigos de los cartagineses, que en el 345 a. C. asolaron su territorio y bloquearon la ciudad hasta que la conquistaron algún tiempo después. Fue reconquistada por Timoleón que restauró la independencia. 
No participó en la primera guerra púnica. Después pasó a Roma con el resto de la isla en la segunda guerra púnica y fue municipio romano, donde se producía mucho vino y moscatel. Sufrió como otras ciudades las  exacciones de Cayo Verres.
Plinio el Viejo la menciona como una ciudad estipendiaria. Claudio Ptolomeo la nombra sin dar el rango. Ya no vuelve a aparecer en otros autores, pero siguió existiendo hasta el final de la Edad Media (siglo XIII). Fue arrebatada a los árabes por los normandos en el siglo XI, y en el siglo XIII, Federico II la hizo destruir. Sus habitantes fueron llevados a Nocera Inferiore, cerca  de Nápoles. 
Las monedas llevan la leyenda Entellinon y Entellas.

## Evolución demográfica
| Gráfica de evolución demográfica de Contessa Entellina entre 1861 y 2001 |
|                                                                          |
| Fuente ISTAT - Elaboración gráfica por parte de Wikipedia                |